# 군산 구 제일사료 주식회사 공장
군산 구 제일사료주식회사 공장은 대한민국 전북특별자치도 군산시 장미동에 있는 산업시설이다. 2018년 8월 6일 대한민국의 국가등록문화재 제719-4호로 지정되었다.

## 개요
1973년에 당시 소유주인 제일사료주식회사에서 산업시설(공장) 용도로 신축한 건축물로서, 건축물 측면에 일제 강점기 시절 군산항의 주된 경관을 형성하였던 근대기 창고의 흔적이 잘 남아있다.

## 같이 보기
- 군산 내항 역사문화공간

## 참고 자료
- 군산 구 제일사료 주식회사 공장 - 국가유산청 국가유산포털